# بيتر جولدي
بيتر جولدي (بالإنجليزية: Peter Goldie)‏ هو فيلسوف بريطاني، ولد في 5 نوفمبر 1946، وتوفي في 22 أكتوبر 2011.